# Gerhardsiefen
Gerhardsiefen ist ein Ortsteil von Nümbrecht im Oberbergischen Kreis im südlichen Nordrhein-Westfalen innerhalb des Regierungsbezirks Köln.

## Lage und Beschreibung
Der Ort liegt in Luftlinie rund 2,86 Kilometer nördlich vom Gemeindezentrum von Nümbrecht entfernt.

## Geschichte
Gerhardsiefen wurde 1579 erstmals urkundlich als Geretseiffen erwähnt, und zwar als Ort „in den Futterhaferzetteln“.

## Bus und Bahnverbindungen

### Bürgerbus
Haltestelle des Bürgerbuses der Gemeinde Nümbrecht.
Route:Marienberghausen - Linie 5
- Oberstaffelbach – Marienberghausen – Hochstraßen – Guxmühlen – Nümbrecht/Busbahnhof.

### Linienbus
Haltestelle: Gerhardsiefen
- 312 Waldbröl - Nümbrecht – Homburg/Bröl – Bielstein – Ründeroth (OVAG, Werktagsverkehr, bedingter Samstagsverkehr)